# Vidră uriașă
Vidra uriașă (Pteronura brasiliensis), numită și vidră uriașă braziliană, este un mamifer carnivor sud-american. Este cel mai lung membru al familiei nevăstuicilor, Mustelidae, un grup de prădători de succes global, ajungând până la 1,8 m. Atipic mustelidelor, vidra uriașă este o specie socială, grupurile de familie constând de obicei în trei până la opt membri. Grupurile sunt organizate în jurul unei perechi reproductive dominante și sunt extrem de unite și cooperative. Deși este în general pașnică, specia este teritorială, și a fost observată agresiune între grupuri. Vidra uriașă este diurnă, fiind activă exclusiv în timpul orelor de zi. Este cea mai gălăgioasă specie de vidră; au fost înregistrate diferite vocalizări care indică datul alarmei, agresiunea și liniștirea.
Vidra uriașă este răspândită de-a lungul nord-centrului Americii de Sud; trăiește în principal în și de-a lungul Fluviului Amazon și în Pantanal. Răspândirea sa a fost redusă cu mult și acum este discontinuă. Deceniile de braconare pentru blana sa catifelată, care au atins apogeul în anii 1950 și 1960, au făcut ca numărul de indivizi ai populației să scadă considerabil. Specia a fost listată în 1999 drept pe cale de dispariție, iar estimările pentru numărul de indivizi ai populației sălbatice estimează de obicei mai puțin de 5.000 de indivizi. Guyanele sunt unele dintre ultimele refugii rămase ale speciei, care de asemenea se bucură de efective modeste – și protecție semnificativă – din bazinul amazonian peruvian. Este una dintre cele mai periclitate specii de mamifere din regiunea neotropicală⁠(en)[traduceți]. Pierderea și degradarea habitatului este cea mai mare amenințare actuală. Sunt rare și în captivitate; în 2003 erau ținute captive numai 60 de vidre uriașe din 200.
Vidra uriașă prezintă o diversitate de adaptări adecvate unui stil de viață amfibiu, incluzând blana excepțional de deasă, coada ca o aripă și labele cu membrană interdigitală⁠(en)[traduceți]. Specia preferă râuri și ape curgătoare cu apă dulce, care de obicei se inundă sezonier, dar poate viețui și la izvoare și lacuri cu apă dulce. Construiește adăposturi extinse în apropiere de zonele în care se hrănește, tăind cantități mari de vegetație. Vidra uriașă se întreține aproape exclusiv cu o dietă alcătuită din pești, mai ales din ordinele Characiformes⁠(en)[traduceți] și Siluriformes, dar se poate hrăni și cu crabi, țestoase, șerpi și caimani⁠(en)[traduceți] mici. Nu are niciun prădător natural serios în afara oamenilor, însă trebuie să concureze pe resurse alimentare cu alți prădători, precum vidra cu coadă lungă și diverse specii de crocodilieni.

## Denumire
Vidra uriașă mai are alte câteva denumiri. În Brazilia este cunoscută ca ariranha, cuvânt ce provine din cuvântul poporului Tupí ari'raña, care înseamnă „jaguar de apă” (portugheză onça-d'água). În spaniolă, denumirile „lup de râu” (spaniolă lobo de río) și „câine de apă” (spaniolă perro de agua) sunt ocazional folosite (însă ultima se referă de asemenea la alte câteva animale diferite) și se poate să fi fost mai comune în comunicările exploratorilor din secolele al XIX-lea și al XX-lea. Toate cele patru denumiri sunt în uz în America de Sud, cu câteva variații regionale. „Vidră uriașă” se traduce literalmente ca nutria gigante și lontra gigante în spaniolă, respectiv portugheză. Vidrele uriașe sunt cunoscute de către poporul Achuar⁠(en)[traduceți] ca wankanim, de către poporul Sanumá⁠(en)[traduceți] ca hadami, iar de către poporul Macushi⁠(en)[traduceți] ca turara. Denumirea genului, Pteronura, este derivată din cuvintele din greaca veche πτερόν (pteron, „pană” sau „aripă”) și οὐρά (oura, „coadă”), o referire la coada sa distinctivă, ca o aripă.

## Taxonomie și evoluție

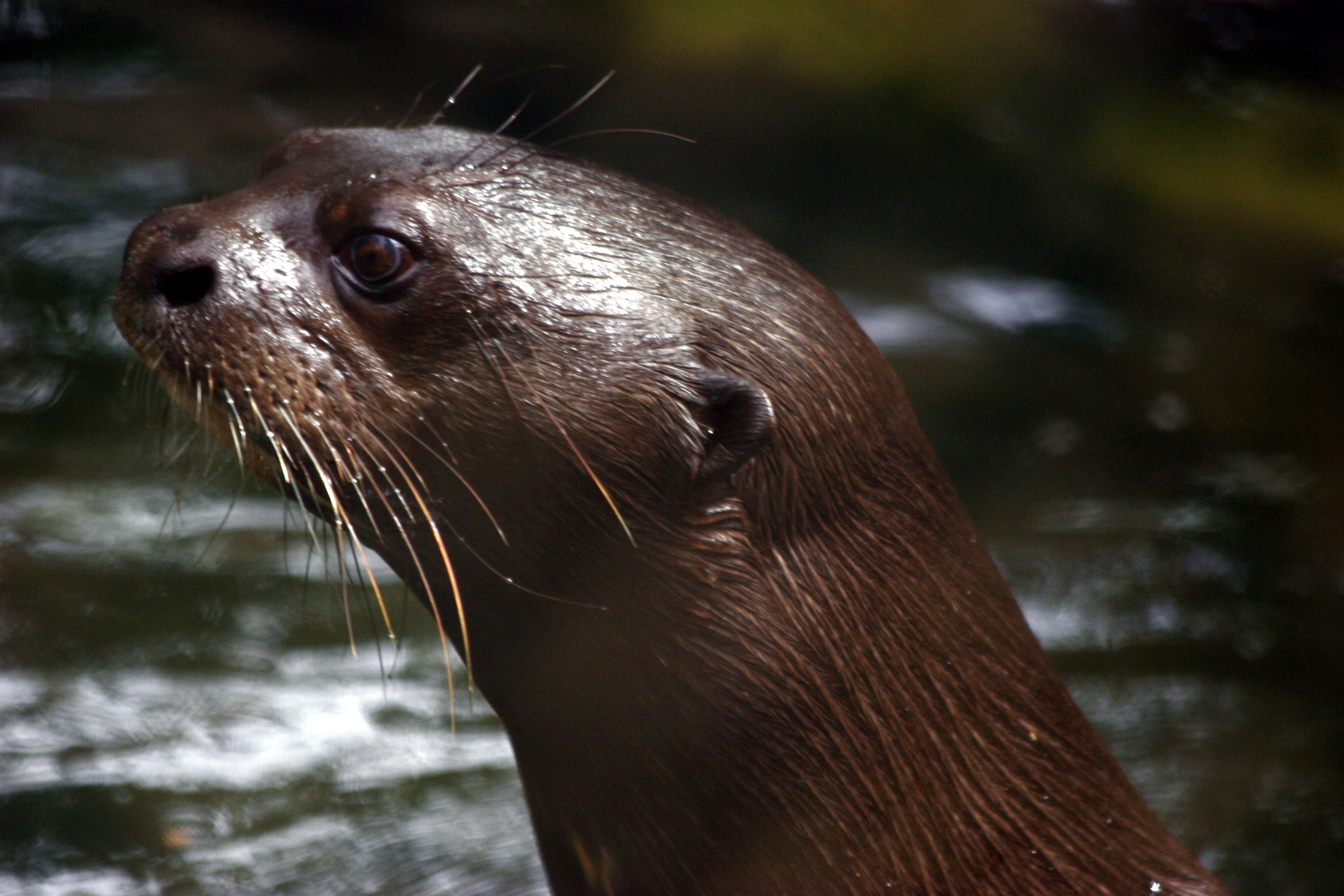
Cap de vidră uriașă de la institutul de cercetare en

Vidrele formează subfamilia Lutrinae din familia Mustelidae, iar vidra uriașă este singurul membru al genului Pteronura. Două subspecii sunt recunoscute în prezent de către lucrarea standard Mammal Species of the World: P. b. brasiliensis și P. b. paraguensis. Descrierile incorecte ale speciei au dus la apariția mai multor sinonime (ultima subspecie apare în literatură adeseori ca P. b. paranensis). P. b. brasiliensis este răspândită de-a lungul nordului arealului vidrei uriașe, incluzând sistemele hidrografice ale fluviilor Orinoco și Amazon și cele ale râurilor Guyanelor; către sud, existența subspeciei P. b. paraguensis a fost sugerată în Paraguay, Uruguay, sudul Braziliei și nordul Argentinei, cu toate că se poate să fie extinctă în ultimele trei dintre aceste patru țări. Uniunea Internațională pentru Conservarea Naturii (IUCN) consideră prezența speciei în Argentina și Uruguay incertă. În prima țară, investigările au descoperit rămășițe de populații răsfirate. Se presupune că P. b. paraguensis ar fi mai mică și mai gregară, cu dentiția⁠(en)[traduceți] și morfologia craniului diferite. Totuși, în 1997, Carter și Rosas au respins diviziunea subspecifică, remarcând că clasificarea a fost validată numai o singură dată, în 1968, și că specimenul tip al P. b. paraguensis era foarte asemănător cu P. b. brasiliensis. Biologul Nicole Duplaix⁠(en)[traduceți] afirmă că diviziunea este de „valoare îndoielnică”.
Cele mai timpurii dovezi de fosile de vidră uriașă datează din pleistocenul târziu din Argentina, iar aceasta era ceva mai mare decât specimenele moderne cunoscute. Despre un gen extinct, Satherium⁠(en)[traduceți], se crede că ar fi strămoș al speciei prezente, migrând în Lumea Nouă în timpul Pliocenului sau Pleistocenului timpuriu. Vidra uriașă împarte continentul sud-american cu trei dintre cei patru membri ai genului de vidre din Lumea Nouă Lontra: vidra cu coadă lungă (Lontra longicaudis), lutra chiliană (Lontra provocax) și lutra de mare sud-americană (Lontra felina). (Vidra americană, Lontra canadensis, este al patrulea membru al genului Lontra.) Vidra uriașă pare să fi evoluat independent de membrii sud-americani ai genului Lontra, în ciuda suprapunerii. S-ar putea ca vidra indiană (Lutrogale perspicillata) din Asia să fie specia extantă cu care vidra uriașă este cel mai strâns înrudită; au fost remarcate comportament, vocalizări și morfologie a craniului asemănătoare. Ambele specii prezintă de asemenea legături⁠(en)[traduceți] puternice între parteneri și implicare paternă la îngrijirea puilor. Au fost descoperite rămășițe fosile de vidră uriașă într-o peșteră din statul brazilian Mato Grosso.
Analiza filogenetică realizată de Koepfli și Wayne în 1998 a concluzionat că vidra uriașă are secvențele de cea mai mare divergență din subfamilia vidrelor, formând o cladă distinctă care s-a separat acum 10 până la 14 milioane de ani. Aceștia au remarcat că s-ar putea ca specia să reprezinte divergența bazală⁠(en)[traduceți] dintre vidre sau să se situeze de fapt cu totul în afara lor, separându-se chiar înaintea altor mustelide, precum hermina, dihorul și nurca. O cercetare ulterioară din 2005 ce implică secvențiere genetică la mustelide plasează divergența vidrei uriașe ceva mai târziu, la acum cinci până la 11 milioane de ani în urmă; arborele filogenetic corespunzător plasează divergența genului Lontra ca prima printre genurile de vidre, iar cea a genului Pteronura ca a doua, deși intervalele de divergență se suprapun.

## Caracteristici fizice

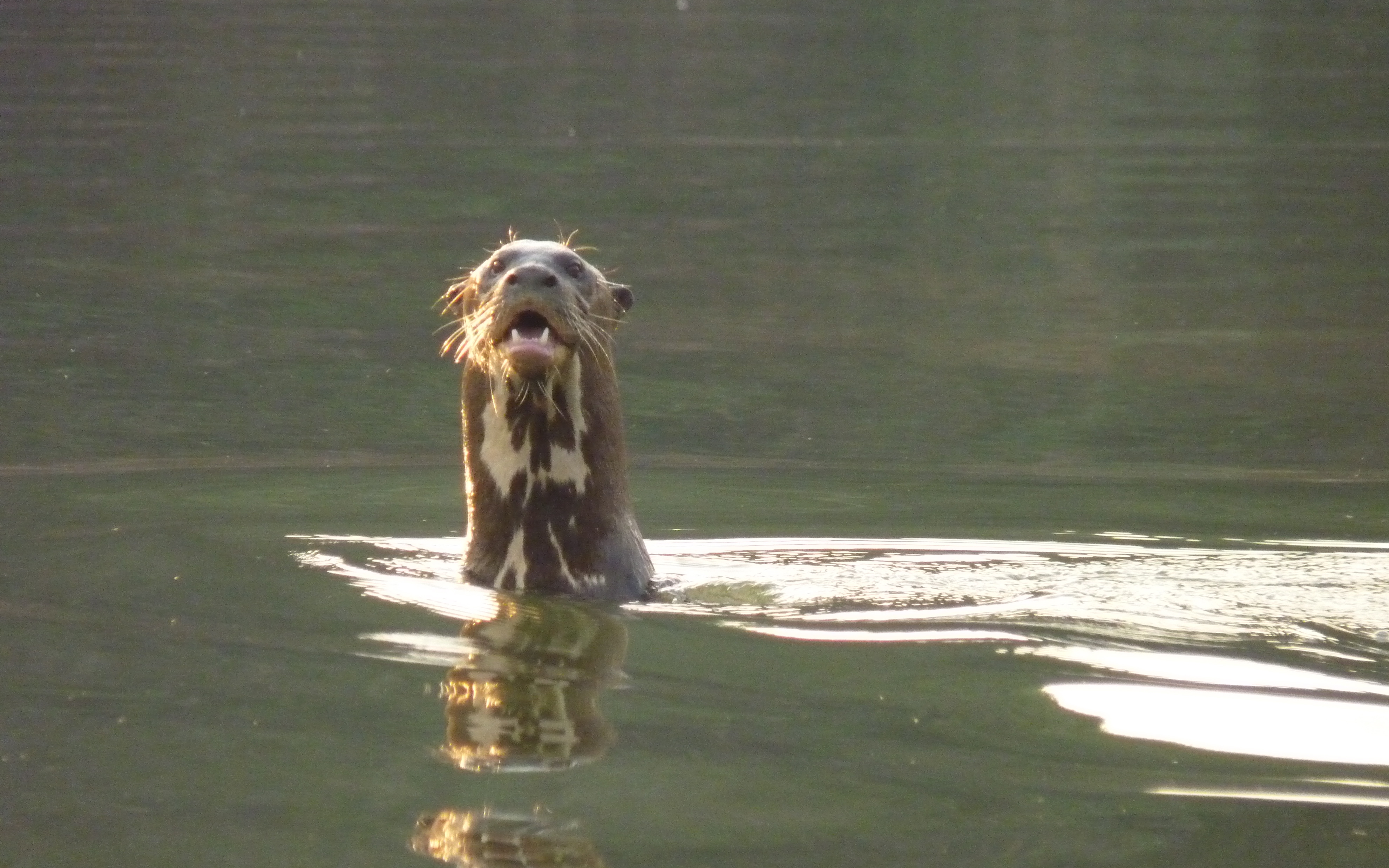
O vidră uriașă cu capul deasupra apei în en, Brazilia, lăsându-și la vedere semnele specifice de pe gât

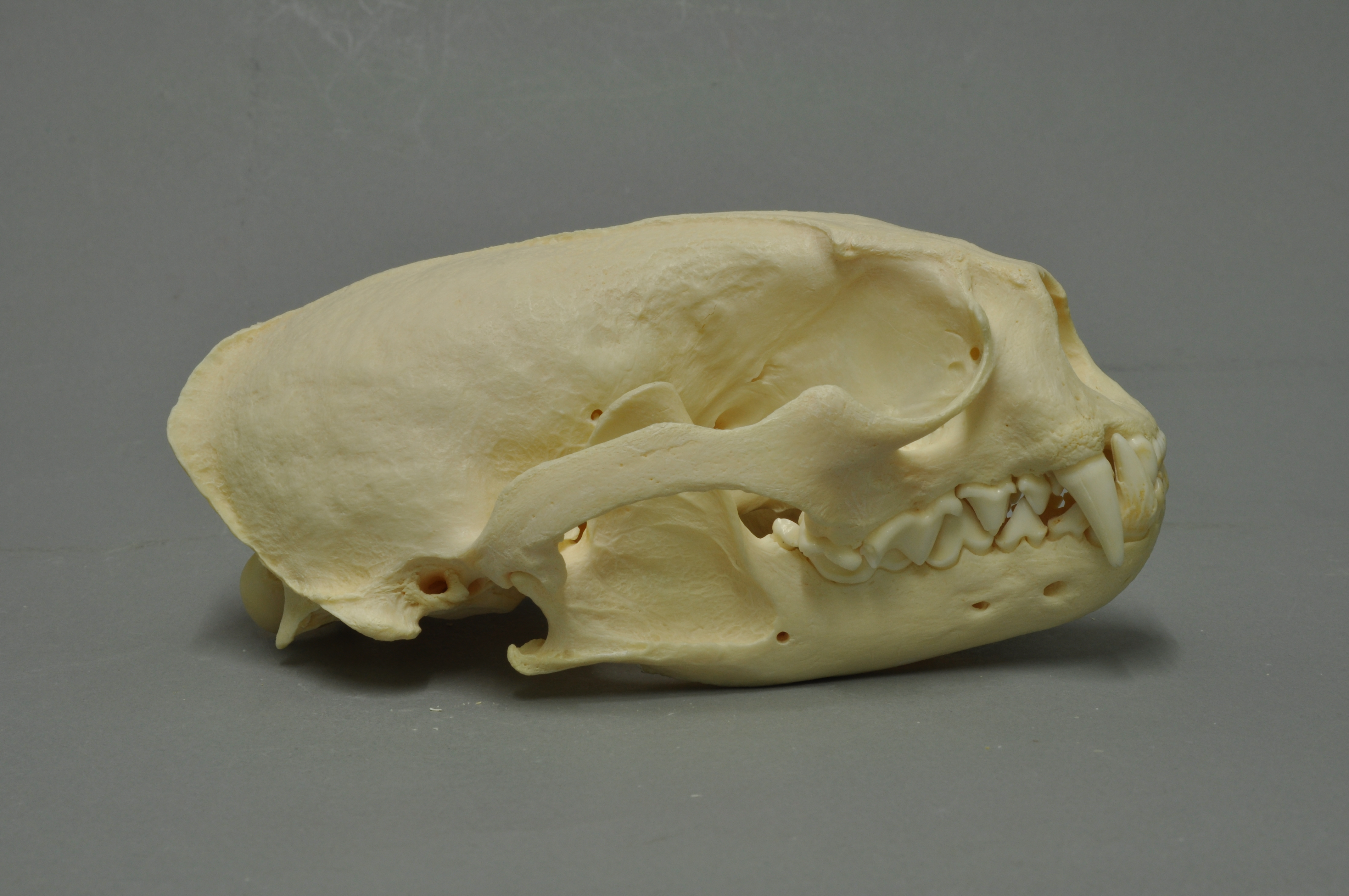
Craniu văzut din laterală. Cu botul scurt, așa cum este obișnuit la mustelide, are o en pronunțată, care permite ca mușcătura speciei să poată fi foarte puternică.

Vidra uriașă se deosebește limpede de alte specii de vidre prin caracteristici morfologice și comportamentale. Este specia cu cea mai mare lungime a corpului dintre toate speciile familiei Mustelidae, însă vidra de mare (Enhydra lutris) poate fi mai grea. Lungimea de la cap până la coadă variază de la 1,5 până la 1,7 m la masculi, iar la femele de la 1 până la 1,5 m. Coada bine musculoasă a animalului poate adăuga încă 70 cm la lungimea totală a corpului. Comunicări vechi despre piei și animale în viață sugerau masculi excepțional de mari de până la 2,4 m; vânătoarea intensivă probabil a redus apariția specimenelor atât de masive. Greutatea variază de la 26 până la 32 kg la masculi, iar la femele de la 22 până la 26 kg. Vidra uriașă este specia cu cea mai scurtă blană dintre toate speciile de vidre; blana este de obicei ciocolatie, dar poate fi roșiatică sau cervicoloră, și pare a fi aproape neagră atunci când este udă. Blana este extrem de deasă, atât de mult încât apa nu poate pătrunde până la piele. Perii de contur blochează apa și mențin stratul interior al blănii uscat; perii de contur au fiecare aproximativ câte 8 mm în lungime, fiind în jur de două ori mai lungi decât perii stratului interior al blănii. Aspectul său catifelat face ca animalul să fie foarte căutat de către comercianții de blănuri, iar asta a contribuit la declinul său. Pe partea din față a gâtului și sub bărbie există semne unice de blană albă sau crem care permit ca indivizii să fie identificați încă de la naștere.
Botul vidrei uriașe este scurt și înclinat și îi conferă capului un aspect în formă de minge. Urechile sunt mici și rotunjite. Nasul (sau rinariumul⁠(en)[traduceți]) este acoperit complet cu blană, fiind vizibile numai cele două nari ca niște fante. Mustățile (vibrisele) foarte sensibile ale vidrei uriașe permit animalului să urmărească schimbările asupra curenților și presiunii apei, ceea ce ajută la detectarea prăzii. Picioarele sunt scurte și îndesate și se termină cu labe mari înzestrate cu membrană interdigitală⁠(en)[traduceți] și care la vârfuri au gheare ascuțite. Bine adaptată pentru o viață acvatică, vidra uriașă își poate închide urechile și nasul în timp ce se află sub apă.
Pe vremea când Carter și Rosas și-au scris studiul, văzul nu a fost studiat direct, dar observațiile pe teren arată ca animalul vânează în principal cu ajutorul văzului; deasupra apei este în stare să observe observatorii de la distanțe mari. Faptul că vidra uriașă este activă exclusiv în timpul zilei sugerează mai departe că văzul său ar trebui să fie bine dezvoltat, pentru a o ajuta la vânătoare și la evitarea prădătorilor. La alte specii de vidre, vederea este în general normală⁠(en)[traduceți] sau ușor mioapă, atât pe uscat, cât și în apă. Vidra uriașă are auzul ascuțit și simțul olfactiv excelent.
Specia posedă 2n = 38 cromozomi.

## Biologie și comportament
Vidra uriașă este mare, gregară și diurnă. Comunicări mai vechi de-ale călătorilor descriu grupuri gălăgioase înconjurând bărci de-ale exploratorilor, însă până la munca revoluționară a lui Duplaix de pe la sfârșitul anilor 1970 erau disponibile puține informații științifice despre specie. Grijile legate de această specie pe cale de dispariție au dus la apariția diferitor studii.

### Vocalizări
Vidra uriașă este un animal deosebit de gălăgios ce emite o gamă complexă de vocalizări⁠(en)[traduceți]. Toate vidrele emit vocalizări, dar după frecvență și volum, vidra uriașă ar putea fi cea mai vocală. Duplaix a identificat nouă sunete distincte, ce pot fi divizate mai departe, în funcție de context. Lătraturi scurte de hah sau pufnete explozive indică interesul imediat și potențiale pericole. Un țipăt tremurător poate fi folosit pentru a intimida intruși, pe când un mârâit scăzut este folosit ca avertisment agresiv. Zumzetele și gânguriturile sunt folosite pentru a liniștii congenerii dintr-un grup. Pot fi folosite fluierături pentru a înștiința din timp alte grupuri despre intențiile neostile, însă dovezile în acest sens sunt limitate. Puii nou-născuții chițăie pentru a atrage atenția, pe când puii mai mari scheaună și se vaită când încep să participe în activități de grup. O analiză publicată în 2014 lista 22 de tipuri distincte de vocalizări la adulți și 11 la nou-născuți. S-a descoperit că fiecare familie de vidre are propria sa „semnătură” audio unică.

### Structură socială
Vidra uriașă este un animal foarte social ce trăiește în grupuri mari de familie. Grupul constă în oricât de mulți membri de la doi până la 20, dar pe obicei în medie în trei până la opt. (Valorile mai mari pot reflecta două sau trei grupuri de familie hrănindu-se temporar împreună.)

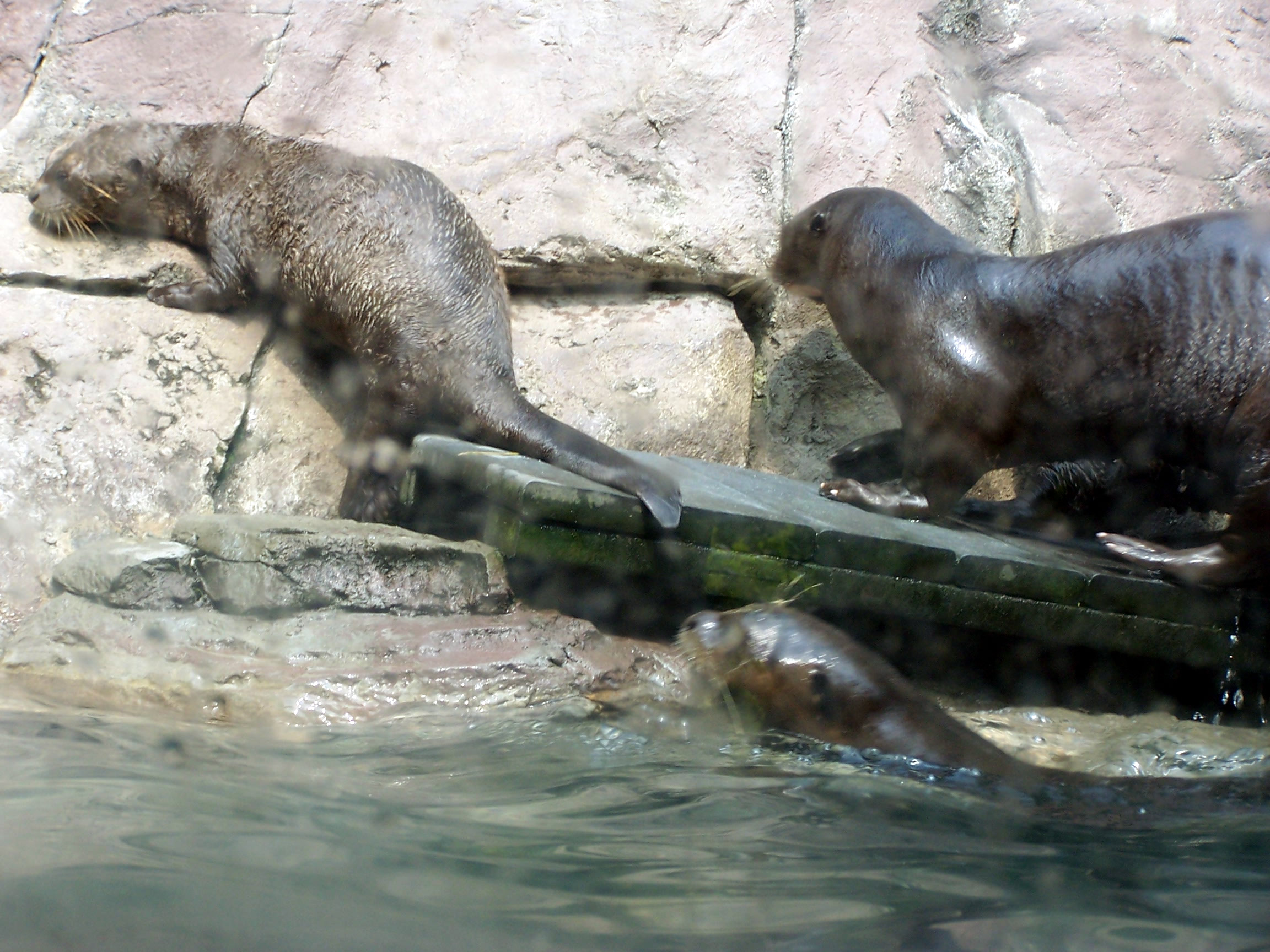
Vidre uriașe care părăsesc împreună un bazin cu apă la en. Specia este extrem de socială, ceea ce este o raritate printre mustelide, iar grupurile de familie sunt unite.

Membrii grupului împart roluri, ce sunt structurate în jurul perechii reproductive dominante. Specia este teritorială, grupurile marcânu-și domeniile cu locuri de făcut nevoile⁠(en)[traduceți] și cu ajutorul secrețiilor glandulare și vocalizărilor. A fost raportat cel puțin un caz în care ierarhia dominației s-a schimbat, rolul fiind preluat de un mascul nou; procedeul tranziției nu a fost determinat. Duplaix a sugerat o diviziune între „locuitori”, indivizii care sunt stabiliți în grupuri și pe teritorii, și „trecători”, cei nomazi și solitari; categoriile nu par inflexibile și amândouă pot constitui o parte normală a ciclului de viață al vidrei uriașe. O teorie experimentală despre dezvoltarea comportamentului social la mustelide este că prăzile abundente local, dar cu răspândire imprevizibilă, provoacă formarea grupurilor.
Agresare între congeneri (conflict „intraspecific”) a fost înregistrată. Apărarea împotriva animalelor intruse pare să fie cooperativă: deși masculii adulți sunt cei care dirijează în general confruntările agresive, au fost raportate cazuri de femele dominante păzind grupuri. Într-o luptă din Pantanalul brazilian, care a fost observată direct, trei animale confruntau violent un singur individ în apropierea unei granițe de-a domeniului. În contextul unei alte întâmplări din Brazilia a fost găsită o carcasă cu semne clare de atac violent din partea altor vidre, incluzând mușcături de bot și organe genitale, un model de atac asemănător cu cel folosit de specimene captive. Deși nu este în general rară printre prădătorii mari, agresarea intraspecifică este infrecventă printre speciile de vidre; Ribas și Mourão sugerează o legătură cu sociabilitatea animalului, care este și ea rară printre alte vidre.
Manifestarea unui comportament agresiv la vidrele uriașe nu ar trebui supraapreciată. Cercetătorii subliniază că chiar și între grupuri, evitarea conflictelor este în general adoptată. În cadrul grupurilor, animalele sunt extrem de pașnice și cooperative. Ierarhiile grupului nu sunt inflexibile, iar animalele împart cu ușurință roluri.

### Reproducere și ciclu de viață

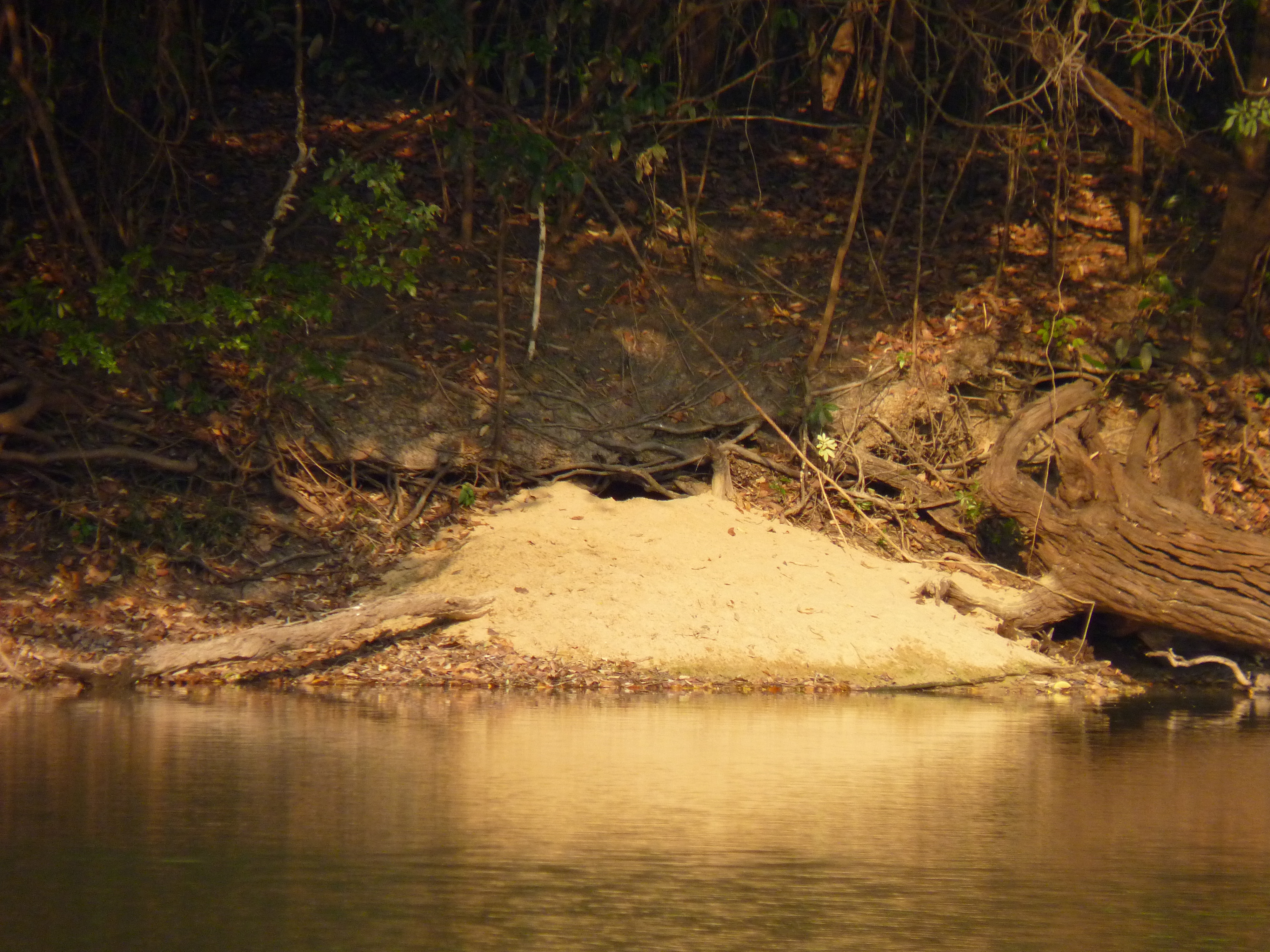
O vizuină de vidră uriașă săpată pe țărmul unui lac din en – nisipul alb, proaspăt excavat, este un semn al activității recente de la această vizuină.

Vidrele uriașe construiesc vizuini, care sunt săpate în găuri de pe malurile râurilor, de obicei cu mai multe intrări și înăuntru cu mai multe camere. Femelele nasc în aceste vizuini în timpul sezonului secetos. În Parque Estadual do Cantão⁠(en)[traduceți], vidrele își sapă vizuinile reproductive pe țărmurile starițelor începând în jurul lunii iulie, când nivelul apelor este deja suficient de scăzut. Nașterile au loc în perioada august-septembrie, iar puii ies din vizuină pentru prima oară în octombrie sau noiembrie, care sunt lunile cu apa cu cel mai scăzut nivel, când densitatea peștilor din lacurile și canalele în scădere se află la apogeul ei. Asta face să fie mai ușor pentru adulți să prindă suficienți pești pentru puii în creștere, iar pentru pui să învețe cum să prindă pești. Întregul grup, incluzând adulții nereproductivi, care de obicei sunt frați mai mari de-ai puilor născuți în acel an, colaborează pentru a prinde suficienți pești pentru pui.

Se cunosc puține detalii despre reproducerea și ciclul vieții ale vidrei uriașe, iar specimenele captive au furnizat o mare parte din informații. Femelele par să nască de-a lungul întregului an, însă în sălbăticie, nașterile pot atinge apogeul în sezonul secetos. Ciclul estral este de 21 de zile, femelele fiind receptive sexual timp de trei până la 10 zile. Studierea specimenelor captive a constatat că numai masculii inițiază copulația. La Tierpark Hagenbeck⁠(en)[traduceți] din Germania s-au observat parteneri rămânând într-o pereche unită pe o perioadă lungă, cât și alegere individualizată a partenerului, iar copulațiile au avut loc cel mai frecvent în apă. Femelele au o perioadă de gestație de 65 până la 70 de zile, dând naștere la unul până la cinci pui, în medie la doi. Cercetarea pe o perioadă de peste cinci ani asupra unei perechi reproductive de la Zoológico de Cali⁠(en)[traduceți] din Columbia a concluzionat că intervalul mediu dintre rândurile de pui⁠(en)[traduceți] era de șase până la șapte luni, dar scurt de cel puțin 77 de zile când rândul de pui anterior nu a supraviețuit. Alte surse au identificat intervale mai mari, lungi de cel mult 21 până la 33 de luni sugerate pentru vidrele din sălbăticie.

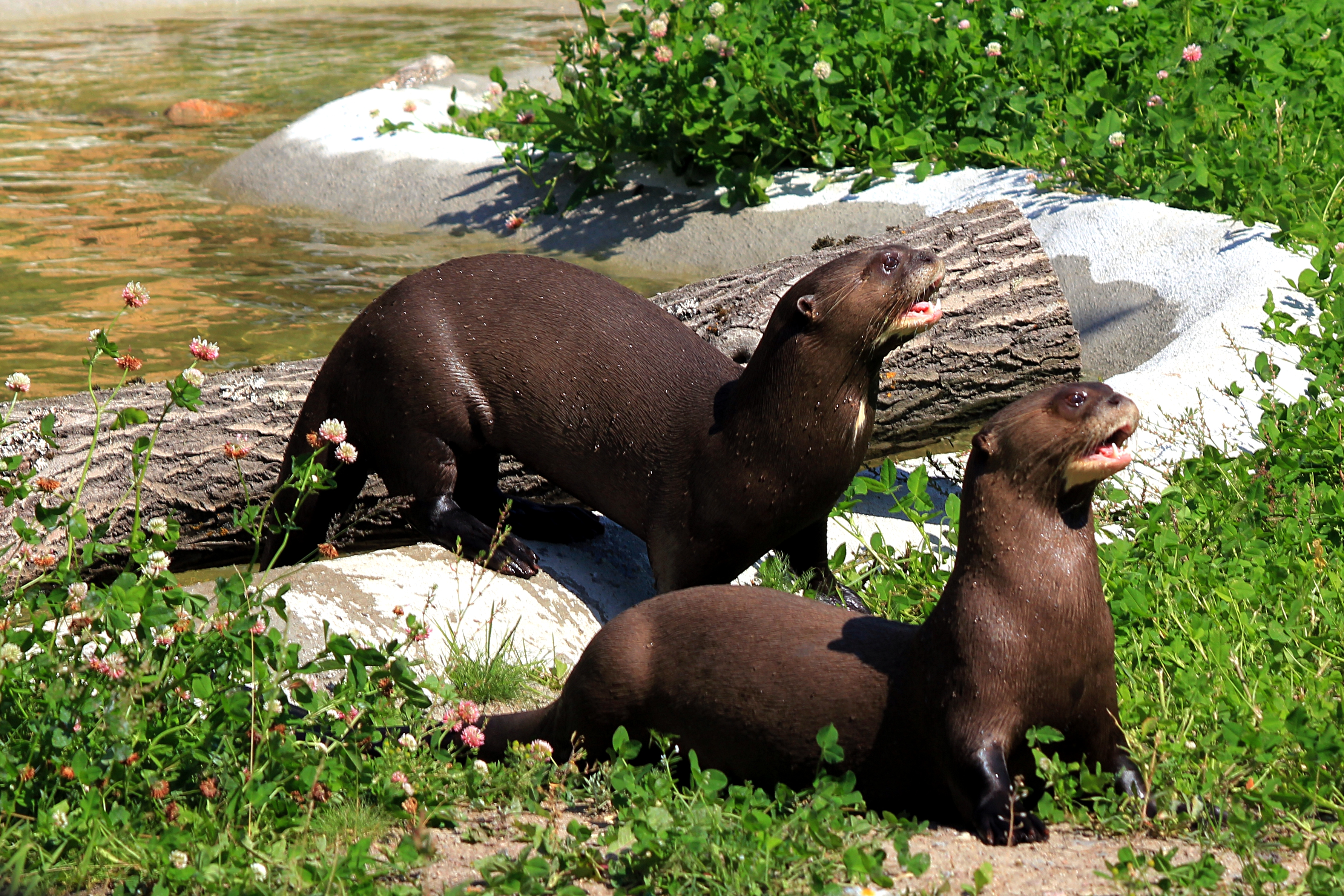
Vidrele uriașe captive au contribuit mult la strângerea cunoștințelor științifice legate de reproducerea și ciclul de viață ale speciei.

Mamele dau naștere la pui orbi și acoperiți cu blană într-o vizuină subterană din apropierea malului unui râu și a zonelor de pescuit. Masculii participă activ la creșterea puilor, iar familia este unită strâns; frații juvenili, mai mari, participă și ei la creșterea acestora, cu toată că în săptămânile ce urmează imediat după naștere pot părăsi temporar grupul. Puii își deschid ochii la vârsta de patru săptămâni, la cinci săptămâni încep să umble, iar la 12–14 săptămâni sunt capabili să înoate cu încredere. Sunt înțărcați⁠(en)[traduceți] la nouă luni și imediat după aceea încep să vâneze cu succes. Animalul atinge maturitatea sexuală⁠(en)[traduceți] la vârsta de în jur de doi ani și atât masculii, cât și femelele părăsesc permanent grupul la vârsta de doi până la trei ani. După aceea caută un nou teritoriu pentru a își întemeia o familie nouă, proprie.
Studiile asupra vidrelor uriașe din captivitate au oferit indicații legate de mediul necesar atât pentru a menține populația sănătoasă din punct de vedere fizic și comportamental, cât și care să permită creșterea cu succes a puilor. Printre acestea se numără furnizarea a cel puțin raportului minim de uscat-apă recomandat, și că toate suprafețele de uscat ale țarcurilor (atât cele naturale, cât și cele artificiale) trebuie să fie acoperite aproape în întregime de condițiile de substrat recomandate (de exemplu, mulci din scoarță de copac și nisip/sol moale lipsit de pietricele). Este de asemenea esențial, dar nu suficient, să se asigure că animalele sunt suficient de ferite din calea perturbărilor umane (vizuale și acustice, din partea personalului sau vizitatorilor grădinii zoologice) în timpul parturiției și a creșterii puilor. Proporțiile insuficiente ale suprafeței de uscat și condițiile de substrat inadecvate din grădini zoologice au fost în trecut cauza primară a mortalității ridicate a puilor și a problemelor de sănătate comportamentală și fizică printre vidrele uriașe. De exemplu, stresul la care au fost supuși părinții în timpul creșterii puilor din cauza condițiilor inadecvate ale țarcului a fost motivul primar pentru neglijarea și abuzarea puilor și infanticid.
S-a sugerat, însă nu și confirmat sistematic, că în sălbăticie, turiștii cauzează stresuri asemănătoare: există riscul de perturbare a lactației și a folosiri vizuinii, de reducere a vânătorii și de abandonare a habitatului. Această sensibilitate se potrivește cu o puternică dorință de protejare a puilor. Toți membrii grupului pot ataca agresiv intrușii, incluzând bărci cu oameni în ele.
Cea mai lungă durată de viață înregistrată la vidrele uriașe din sălbăticie este de opt ani. În captivitate, aceasta poate ajunge până la 17 ani, cu o înregistrare neconfirmată de 19 ani. Animalul este predispus la diverse boli, incluzând cea provocată de parvovirusul canin. Paraziții, precum larvele de diptere și o diversitate de viermi intestinali, afectează de asemenea vidra uriașă. Printre alte cauze ale morții se numără accidente, gastroenterita, infanticidul și crize de epilepsie.

### Vânarea prăzii și dietă

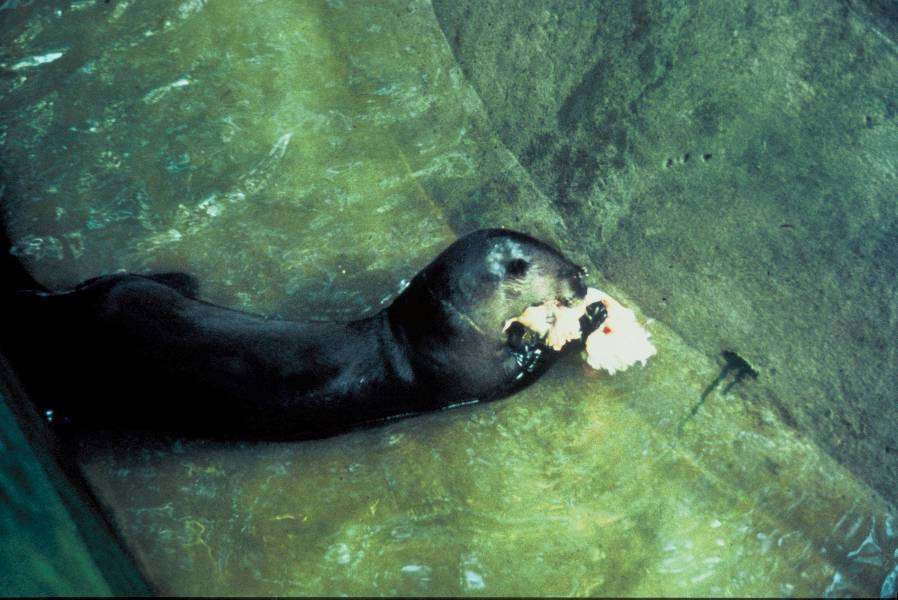
O vidră uriașă captivă, când se hrănește, apucă prada cu labele din față și începe să mănânce imediat, începând de la cap.

Vidra uriașă este un prădător de top, iar starea populației sale reflectă sănătatea per ansamblu a ecosistemelor riverane. Se hrănește în principal cu pești, incluzând cei din familia Cichlidae⁠(en)[traduceți], genul Perca, ordinul Characiformes⁠(en)[traduceți] (precum piranha) și ordinul Siluriformes. Un studiu asupra excrementelor de vidre uriașe din Brazilia amazoniană, desfășurat de-a lungul unui an întreg, a identificat peștele ca fiind prezent în toate mostrele de fecale. Pești din ordinul Perciformes, în special Cichlidae și Perca, au fost găsiți în 97 % din excremente, iar pești din Characiformes, în 86 %. Rămășițele de pești au fost de la specii de mărime medie care par să prefere apă relativ puțin adâncă, în favoarea vidrei uriașe, care se bazează pe văz pentru a vâna. Speciile prăzi identificate erau de asemenea sedentare, înotând în general numai distanțe scurte, ceea ce poate ajuta vidra uriașă la vânătoare. Vânătoarea în apă puțin adâncă a fost de asemenea identificată ca fiind mai profitabilă, adâncimea mai mică de 0,6 m a apei având cea mai ridicată rată de succes. Vidra uriașă pare a fi oportunistă, prinzând orice specii care sunt cele mai abundente la nivel local. Dacă peștii sunt indisponibil, va prinde de asemenea crabi, șerpi și chiar și caimani mici și anaconde.
Specia poate vâna singură, în perechi sau în grupuri, bizuindu-se pe văzul său ager pentru a localiza prada. În unele cazuri, vânătorile presupuse a fi cooperative pot fi de fapt doar întâmplătoare, o consecință a faptului că mai mulți membri de grup ar pescui individual în imediată proximitate; se poate ca vânătoarea coordonată cu adevărat să aibă loc numai când prada nu poate fi prinsă de o singură vidră uriașă, precum în cazul unor anaconde mici și a unor caimani negri⁠(en)[traduceți] juvenili. Vidra uriașă pare să prefere pești prăzi⁠(en)[traduceți] care în general stau nemișcați pe fundurile râurilor cu apă limpede. Uciderea prăzii este iute și tumultuoasă, cu avântări și răsuciri prin locuri puțin adânci și puține prăzi ratate. Vidra poate ataca atât de sus, cât și de jos, învârtindu-se în ultima clipă pentru a prinde prada în fălci. Vidrele uriașe își prind propria hrană, pe care o consumă imediat; apucă ferm peștele între labele din față și încep să mănânce zgomotos începând de la cap. Carter și Rosas au aflat că animalele adulte captive consumă zilnic în jur de 10 % din greutatea lor corporală—în jur de 3 kg, informație consistentă cu datele raportate la specimenele din sălbăticie.

## Ecologie

### Habitat
Specia este amfibie, însă primar terestră. Se găsește în râuri și ape curgătoare cu apă dulce, care în general se inundă sezonier. Printre alte habitate de apă se numără izvoare cu apă dulce și lacuri permanente cu apă dulce. Patru tipuri specifice de vegetație se găsesc de-a lungul unui pârâu important din Surinam: pădure înaltă de mal de râu, pădure înaltă inundabilă cu smârc mixt și mlaștină, pădure scundă inundabilă cu smârc, și insule cu iarbă și petice plutitoare de plante în zone deschise ale pârâului însuși. Duplaix a identificat doi factori cruciali pentru alegerea habitatului: abundența hranei, care pare să se coreleze pozitiv cu apa puțin adâncă, și existența de maluri joase în pantă cu covor vegetal bun și acces facil la tipurile de apă preferate. Vidra uriașă pare să aleagă ape negre, limpezi, cu funduri nisipoase sau stâncoase în locul apelor albe, saline și mâloase. 

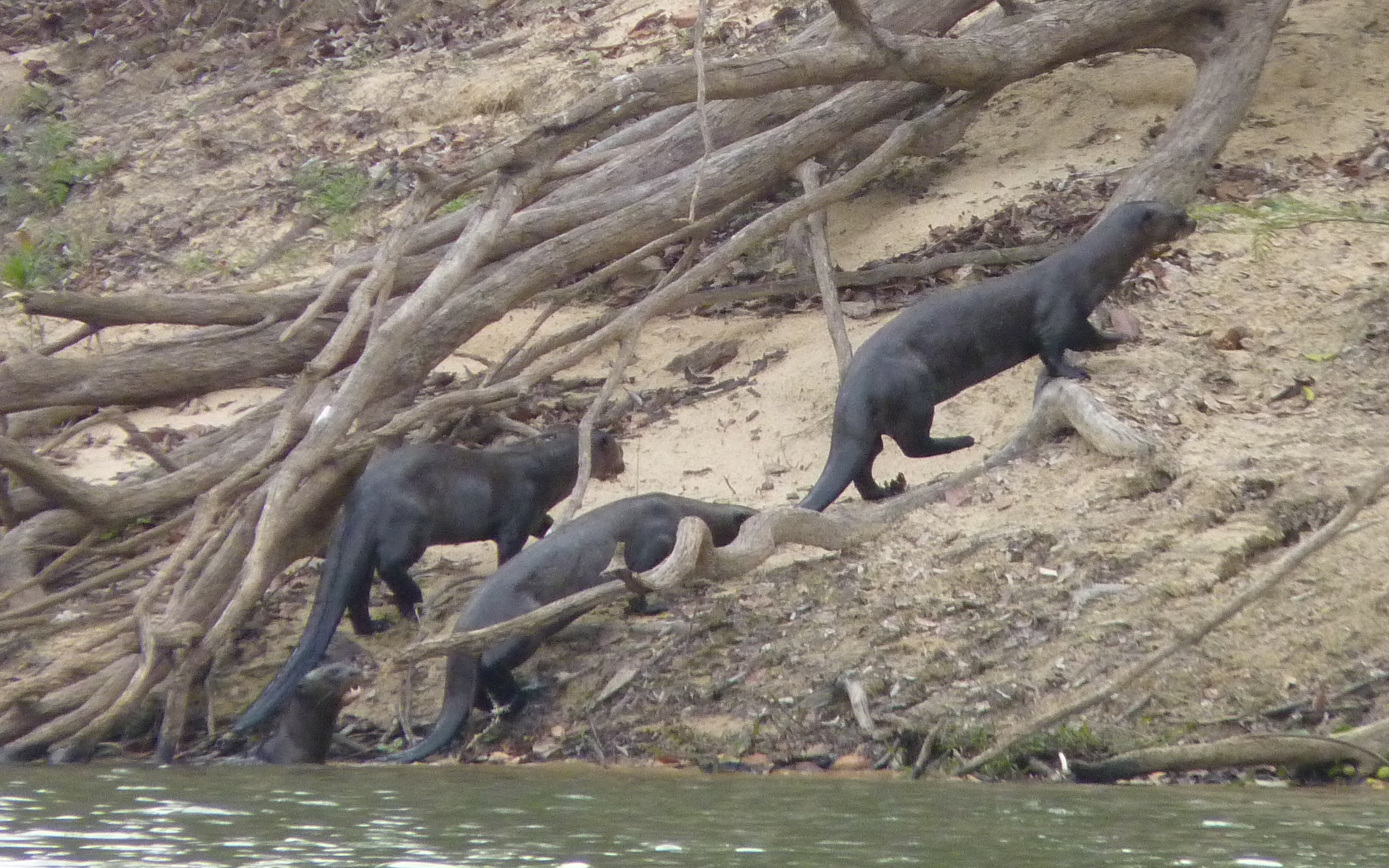
Un grup de patru vidre uriașe ieșind din apă pentru a patrula un adăpost pe malul râului la Parque Estadual do Cantão

Vidrele uriașe folosesc zone de pe lângă râuri pentru a construi vizuini, adăposturi și locuri de făcut nevoile. Taie cantități semnificative de vegetație atunci când își construiesc adăposturile. Un raport sugerează suprafețe maxime de 28 m în lungime și 15 m în lățime, bine marcate cu urină și fecale și cu ajutorul glandelor odorante pentru a semnala teritoriul. Carter și Rosas au identificat suprafețe medii de o dimensiune de trei ori mai mică de atât. Vidrele uriașe adoptă locuri colective de făcut nevoile aflate pe lângă adăposturi, și sapă vizuini cu câteva intrări, de obicei sub sisteme de rădăcini sau copaci căzuți. Un raport a semnalat trei până la opt adăposturi, grupate în jurul zonelor de hrănire. În zone inundate sezonier, vidrele uriașe pot abandona adăposturi în timpul sezonului ploios, răspândindu-se prin păduri inundate în căutare de prăzi. Vidrele pot adopta din când în când locații preferate, adeseori situate pe sol înalt. Acestea pot deveni destul de întinse, incluzând ieșiri din spate care duc către păduri și mlaștini, departe de apă. Vidrele nu vizitează sau marchează zilnic fiecare loc, dar de obicei le patrulează pe toate, acest lucru fiind adeseori făcut dimineața de către o pereche de vidre.
Cercetarea are loc în general în sezonul secetos, iar gradul de înțelegere a modului în care specia folosește per total habitatul rămâne parțial. O analizare a dimensiunii domeniului în sezonul secetos pentru trei grupuri de vidre din Ecuador a identificat suprafețe de între 0,45 și 2,79 km². Utreras a presupus că condițiile necesare ale habitatului și disponibilitatea acestuia ar diferi cu mult în timpul sezonului ploios: au fost estimate dimensiuni ale domeniului de 1,98 până la de cel mult 19,55 km² pentru grupuri. Alți cercetători sugerează aproximativ 7 km² și remarcă o puternică corelație inversă între sociabilitate⁠(en)[traduceți] și dimensiunea domeniului vital; foarte socială, vidra uriașă are domeniul vital de dimensiuni mai mici decât ar fi de așteptat pentru o specie de masa sa. Densitățile populațiilor semnalate variază de la un maximum de 1,2/km² raportat în Surinam până la un minimum de 0,154/km² găsit în Guyana.
În 2021, susținători ai conservării naturii de la Fundación Rewilding au văzut o vidră uriașă aflată în libertate înotând în Râul Bermejo⁠(en)[traduceți] în Parque Nacional El Impenetrable⁠(en)[traduceți], care se află în provincia Chaco din nord-estul Argentinei.

### Prădători și concurență

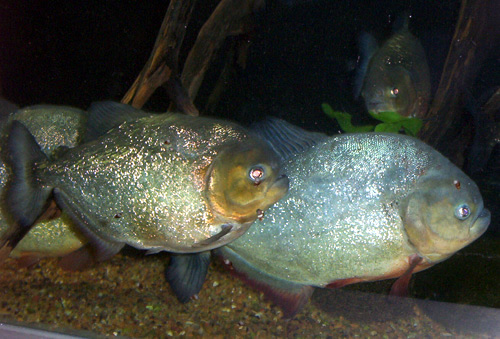
Pești din ordinul Characiformes precum specii de piranha sunt prăzi de-ale vidrei uriașe, dar acești pești agresivi pot și ei să reprezinte la rândul lor un pericol. Duplaix a speculat că piranha pot ataca vidrele uriașe.

Vidrele uriașe care trăiesc în grupuri de familie nu au niciun prădător natural serios cunoscut; cu toate acestea, există câteva relatări despre caimani negri⁠(en)[traduceți] în Peru și caimani yacare⁠(en)[traduceți] în Pantanal vânând vidre uriașe. În plus, animalele solitare și juvenilii pot fi vulnerabili la atacuri din partea jaguarilor, pumelor și anacondelor, dar această informație se bazează pe rapoarte vechi, nu observare directă. Puii sunt mai vulnerabili și pot fi prinși de caimani și alți prădători mari, deși adulții sunt constant preocupați de pui rătăciți și hărțuiesc și luptă cu potențialii prădători. Atunci când se află în apă, vidra uriașă este expusă la pericole din partea unor animale care nu o vânează cu adevărat: peștii din genul Electrophorus⁠(en)[traduceți] și cei din subordinul Myliobatoidei⁠(en)[traduceți] sunt potențial mortali dacă vidra se împiedică în ei, iar piranha pot fi capabili cel puțin să ia îmbucături dintr-o vidră uriașă, după cum este dovedit de cicatricile de pe unii indivizi.
Chiar și fără a fi vânată direct, vidra uriașă încă tot trebuie să concureze cu alți prădători pentru resurse alimentare. Duplaix a notat interacțiunile cu vidra cu coadă lungă. Deși cele două specii sunt simpatrice⁠(en)[traduceți] (cu arealele suprapunându-se) în timpul anumitor sezoane, nu a părut să aibă loc niciun conflict serios. Mai mica vidră cu coadă lungă este de departe mai timidă, mai puțin gălăgioasă și mai puțin socială; cu o greutate de în jur de trei ori mai mică decât cea a vidrei uriașe, este mai vulnerabilă la prădători, așa că este în favoarea ei să fie observată cât mai puțin. Vidra cu coadă lungă este activă pe durata amurgului și întunericului, ceea ce reduce probabilitatea apariției conflictelor între ea și diurna vidră uriașă. Prăzile sale mai mici, obiceiurile sale diferite legate de vizuini și tipurile diferite de apă pe care le preferă reduc și ele interacțiunile.
Printre alte specii care vânează resurse alimentare asemănătoare se numără caimani și pești mari care sunt ei înșiși piscivori. Peștii din familia Gymnotidae⁠(en)[traduceți], precum cei din genul Electrophorus, și peștii mari din familia Siluridae se numără printre concurenții acvatici. Doi delfini de râu, Sotalia fluviatilis și delfinul de Amazon⁠(en)[traduceți], pot potențial să concureze cu vidra uriașă, dar modurile diferite de folosire a spațiului și preferințele alimentare diferite sugerează suprapunere minimă. Mai departe, Defler a observat asocieri între vidre uriașe și delfinul de Amazon, și a sugerat că delfinii pot beneficia de pe urma peștilor ce fug de vidre. Caimanul cu ochelari⁠(en)[traduceți] este alt potențial concurent, dar Duplaix nu a identificat niciun conflict cu specia în Surinam.

## Stare de conservare
IUCN a listat în 1999 vidra uriașă drept specie pe cale de dispariție; a fost considerată drept vulnerabilă⁠(en)[traduceți] în toate clasificările anterioare începând din 1982, când pentru prima oară au devenit disponibile suficiente date. Este reglementată internațional de către Anexa I a Convenției privind Comerțul Internațional cu Specii Periclitate de Faună și Floră Sălbatică (CITES), ceea ce înseamnă că schimburile comerciale cu specimene (incluzând părți și derivate) sunt interzise.

### Amenințări
Animalul înfruntă o diversitate de amenințări critice. Braconajul este de multă vreme o problemă. Statisticile arată că din 1959 până în 1969, numai din Brazilia amazoniană de una singură s-au strâns anual 1.000 până la 3.000 de blănuri. Specia a fost decimată atât de temeinic încât numărul a scăzut până la doar 12 în 1971. Implementarea CITES din 1973 a dus în cele din urmă la reduceri semnificative asupra vânătorii, cu toate că cererea nu a dispărut cu totul: în anii 1980, prețurile blănii erau de până la maxim 250 USD pe piața europeană. Amenințarea a fost exacerbată de îndrăzneala relativă a vidrelor și de tendința acestora de a se apropia de ființe umane. Sunt extrem de ușor de vânat, fiind active pe parcursul zilei și foarte indiscrete. Maturitatea sexuală relativ târzie a animalului și viața socială complexă a sa face ca vânătoarea să fie deosebit de dezastruoasă.
Mai de curând, degradarea și distrugerea habitatului au devenit pericolele principale, iar o viitoare reducere de 50 % este de așteptat la numărul vidrelor uriașe în următorii 25 de ani începând din 2020 (pe perioada a în jur de trei generații de vidre uriașe). De obicei, mai întâi tăietorii de lemne se mută în pădure umedă, tăind vegetația de-a lungul malurilor râurilor. Urmează fermierii, provocând epuizarea solului și perturbarea habitatelor. Pe măsură ce activitatea umană se extinde, domeniile vitale ale vidrelor uriașe devin din ce în ce mai izolate. Subadulții care pleacă în căutare de teritoriu nou găsesc imposibilă înființarea de grupuri de familie. Printre amenințările specifice din partea industriei umane se numără defrișarea nesustenabilă a mahonilor⁠(en)[traduceți] în părți din arealul vidrei uriașe și concentrațiile de mercur din dieta de pești a vidrei, un produs secundar al exploatării aurului.
Printre alte pericole ce amenință vidra uriașă se numără conflictele cu pescari, care adesea privesc specia drept o pacoste (vezi mai jos). De asemenea, ecoturismul prezintă provocări: deși aduce bani și crește conștientizarea în legătură cu animalele, crește prin natura sa și efectele umane asupra speciei, atât prin dezvoltarea asociată, cât și prin perturbările directe pe teren. Un număr de restricții asupra utilizării terenului și asupra intruziunii umane sunt necesare pentru a menține cum trebuie populațiile sălbatice. Schenck et al., care au efectuat muncă amplă de teren în Peru în anii 1990, au sugerat zone specifice care să fie ferite de prezența umană unde specia este observată cel mai frecvent, compensate de platforme și turnuri de observație pentru a permite privitul. Limite asupra numărului de turiști simultani, interziceri ale pescuitului și o minimă distanță de siguranță de 50 m sunt propuse pentru a oferi și mai multă protecție.

### Răspândire și populație

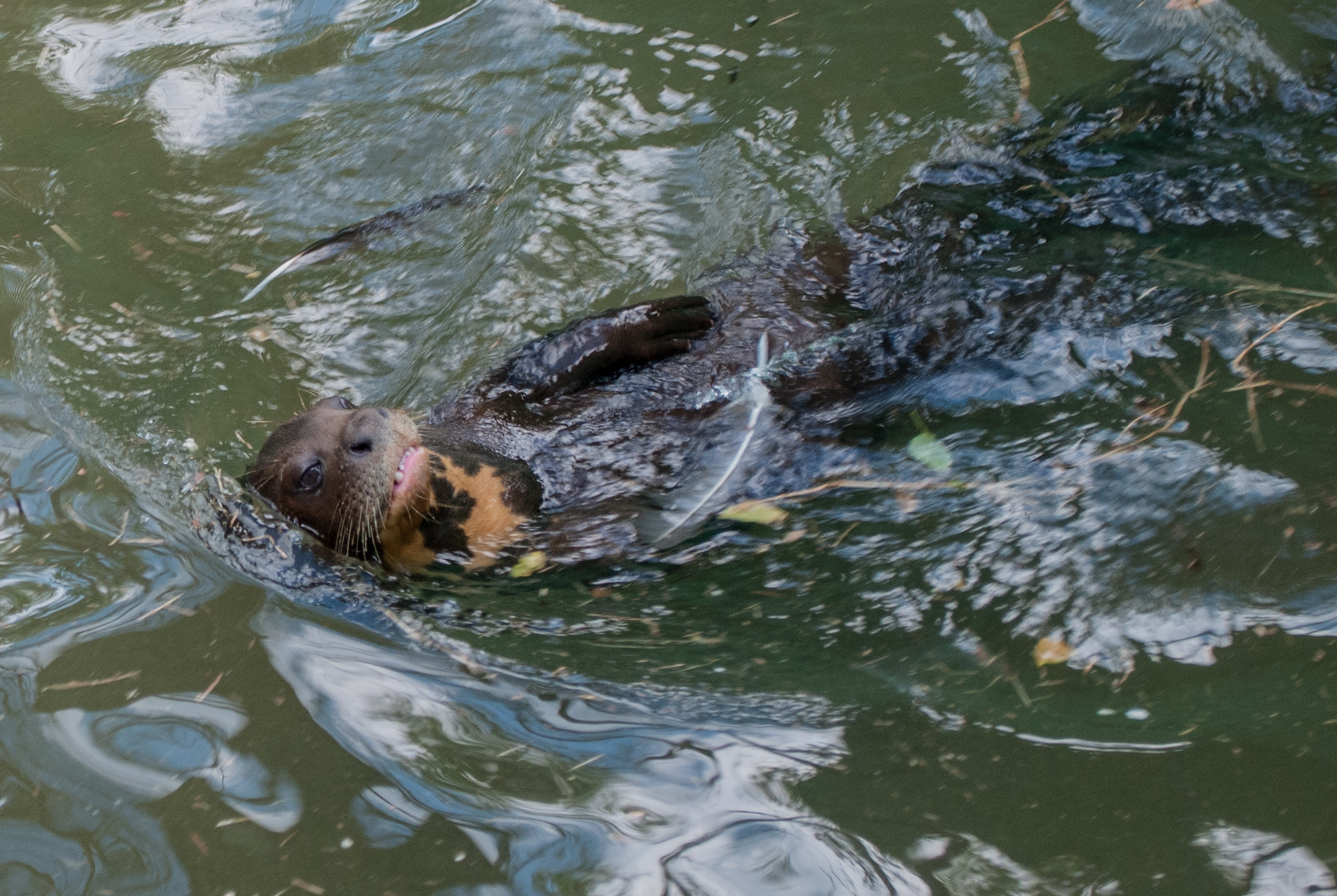
Vidră uriașă din Venezuela

Vidra uriașă a pierdut până la 80 % din arealul său sud-american. Deși încă este prezentă în câteva țări nord-centrale, populațiile de vidre uriașe sunt supuse la presiune considerabilă. IUCN listează Bolivia, Brazilia, Columbia, Ecuador, Guyana Franceză, Guyana, Paraguay, Peru, Surinam și Venezuela drept țările actuale din areal. În urma extincțiilor locale, arealul speciei a ajuns discontinuu. Efectivele populației totale sunt dificil de estimat. Populațiile din Bolivia erau cândva răspândite la nivel larg, dar țara a devenit un „zonă neagră” pe hărțile răspândirii după braconajul dintre anii 1940 și anii 1970; o populație relativ sănătoasă, însă totuși mică, de 350 de indivizi a fost estimată în țară în 2002. Specia probabil a dispărut la nivel local din sudul Braziliei, dar în vestul țării, presiunea scăzută a vânătorii din Pantanal, zonă cu situație critică, a dus la o recolonizare de mare succes; o estimare sugerează 1.000 sau mai multe specimene în regiune. 

Guyanele sunt ultimul refugiu real al vidrei uriașe. Surinam menține suprafețe împădurite vaste și multe arii protejate; este reprezentată sus. Guyana este imediat la vest, iar Guyana Franceză este imediat la est.

Potrivit datelor din 2020, IUCN estimează că s-ar putea să existe 4.569 de vidre în viață în Brazilia. O populație semnificativă trăiește în zonele umede ale Râului Araguaia⁠(en)[traduceți] central, și în particular în Parque Estadual do Cantão, care, cu ale sale 843 de starițe și cu vastele sale păduri inundate și zone mlăștinoase, este una dintre cele mai bune porțiuni de habitat din Brazilia pentru această specie.

Surinam încă mai are suprafețe împădurite semnificative și un sistem vast de arii protejate, dintre care multe protejează vidra uriașă. Duplaix s-a întors în țară în 2000 și a constatat că vidra uriașă încă mai era prezentă în Pârâul Kaburi, o „bijuterie” a biodiversității, însă faptul că au crescut prezența umană și folosirea terenului de către oameni sugerează că mai devreme sau mai târziu s-ar putea ca specia să nu mai poată găsi habitate adecvate pentru adăposturi. Într-un raport din 2002 al Fondului Mondial pentru Natură, Duplaix a subliniat importanța țării Surinam și a celorlalte Guyane:
| “ | Cele trei Guyane rămân ultimul refugiu al vidrelor uriașe din America de Sud, cu habitat impecabil de-al vidrelor uriașe la unele râuri și per total densități bune de vidre uriașe—deocamdată, dar pentru cât timp? Supraviețuirea populațiilor vidrelor uriașe din Guyane este esențială pentru supraviețuirea acestei specii periclitate în America de Sud. | ” |

Și alte țări au depus eforturi în stabilirea de arii protejate în America de Sud. În 2004, Peru a creat una dintre cele mai mari arii de conservare din lume, Parcul Național Alto Purús⁠(en)[traduceți], a cărui suprafață este apropiată de cea a Belgiei. Parcul adăpostește multe animale și plante pe cale de dispariție, incluzând vidra uriașă, și deține recordul mondial pentru diversitatea de mamifere. Bolivia a clasificat în 2001 zone umede de dimensiune mai mare decât cea a Elveției drept arie protejată cu apă dulce; acestea adăpostesc de asemenea vidra uriașă.

## Interacțiuni cu oamenii indigeni
De-a lungul arealului său, vidra uriașă interacționează cu grupuri indigene, care adesea practică vânătoare și pescuit tradiționale. Un studiu asupra cinci comunități indigene din Columbia sugerează că atitudinile native față de animal constituie o amenințare: vidrele sunt adeseori privite drept o pacoste care interferează cu pescuitul, și sunt uneori ucise. Chiar și când li s-a spus despre importanța speciei asupra ecosistemelor și pericolul de extincție, intervievații au arătat puțin interes pentru a continua să coexiste cu specia. Totuși, școlarii au avut o impresie mai bună despre animal.
În Surinam, vidra uriașă nu este tradițional o specie pradă pentru vânătorii umani, ceea ce conferă o anumită protecție. (Un cercetător a sugerat că vidra uriașă este vânată numai în cazuri disperate din cauza gustului său oribil.) Animalul uneori se îneacă în plase amplasate de-a lungul râurilor și au fost observate atacuri cu macete conduse de pescari, potrivit lui Duplaix, însă în Surinam, „toleranța este regula”. O diferență comportamentală a fost observată în țară în 2002: vidrele uriașe, normal indiscrete, au prezentat „comportament de evitare activă cu panică vizibilă” când au apărut bărci. Se poate ca defrișarea, vânătoarea și capturarea puilor să fi făcut ca grupurile să fie cu mult mai precaute la activitatea umană.
Localnicii iau uneori pui pentru comerțul cu animale de companie exotice⁠(en)[traduceți] sau ca animale de companie pentru ei înșiși, dar animalul crește repede până ajunge de neîntreținut. Duplaix relatează povestea unui amerindian din neamul Arawak⁠(en)[traduceți] care a luat doi pui de la părinții lor. Acesta a dezvăluit afecțiunea pe care o simțea față de animale, însă capturarea a reprezentat o lovitură profundă pentru perechea reproductivă, care mai departe și-a pierdut teritoriul în favoarea concurenților.
De asemenea, specia a apărut în folclorul regiunii. Joacă un rol important în mitologia poporului Achuar⁠(en)[traduceți], în care vidrele uriașe sunt văzute ca o formă a tsunki, sau spiritelor de apă: sunt un fel de „oameni de apă” care se hrănesc cu pești. Apar într-o legendă despre otrăvirea peștilor⁠(en)[traduceți] în care asistă un bărbat care și-a irosit energia sexuală, creând anacondele lumii din organele sale genitale extinse și tulburate.
Poporul Bororo are o legendă despre originea fumării tutunului⁠(en)[traduceți]: cei care foloseau frunza cum nu trebuie, înghițind-o, erau pedepsiți prin transformarea în vidre uriașe; Bororo asociază vidra și cu peștele și cu focul. O legendă de-a neamului Ticuna⁠(en)[traduceți] spune că vidra uriașă a schimbat locul cu jaguarul: povestea zice că jaguarul trăia înainte în apă și că vidra uriașă a venit pe uscat numai ca să mănânce. Neamul indigen Kichwa⁠(en)[traduceți] din Perul amazonian a crezut într-o lume a apei în care oamenii poporului Yacuruna⁠(en)[traduceți] domneau ca mamă a apei și erau responsabili cu îngrijirea peștilor și animalelor. Vidrele uriașe serveau drept canoe ale oamenilor Yacuruna. O poveste a creări de-a neamului Maxakali⁠(en)[traduceți] sugerează că se poate ca practicarea pescuitului cu vidre să fi fost răspândită în trecut.